# 루앙 산타나

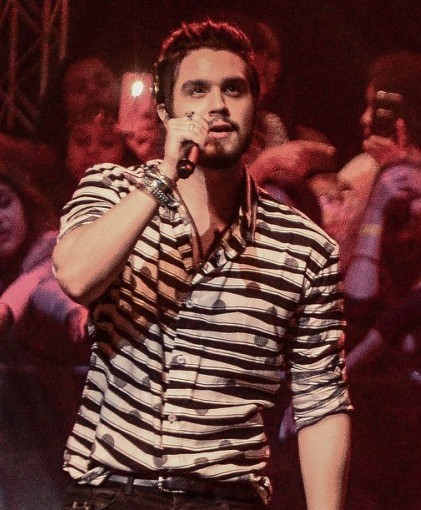
Luan Santana 2016

루앙 하파에우 도밍구스 산타나(Luan Rafael Domingos Santana, 1991년 3월 13일 ~ )는 브라질의 가수이다.